# Epitálamo
O epitálamo é um segmento do diencéfalo (um segmento central do cérebro que também contém o hipotálamo e o tálamo). É formado pelo trígono das habénulas, pela comissura habenular, a estria medular e glândula pineal. Funciona como conexão do sistema límbico a outras áreas do cérebro.

## Funções
Algumas de suas funções são a secreção de melatonina pela glândula pineal (envolvida no ritmo circadiano), a regulação de vias motoras e a regulação emocional. Está ligado ao sistema límbico e aos núcleos da base.